# Санток (гмина)
Санток (пол. Santok) — сельская гмина (волость) в Польше, входит как административная единица в Гожувский повет, Любушское воеводство. Население — 7547 человек (на 2004 год).

## Соседние гмины
1. Гмина Дещно
2. Гмина Дрезденко
3. Гожув-Велькопольски
4. Гмина Клодава
5. Гмина Сквежина
6. Гмина Стшельце-Краеньске
7. Гмина Звежин